# Paralimosina anaptera
Paralimosina anaptera är en tvåvingeart som beskrevs av Papp och Rohacek 1981. Paralimosina anaptera ingår i släktet Paralimosina och familjen hoppflugor. Inga underarter finns listade i Catalogue of Life.